# Richard Bona
Richard Bona (nascut el 28 octubre de 1967 a Minta, Camerun) és un baixista de jazz americà guardonat amb un premi Grammy.

## Els seus inicis
Bona Pinder Yayumayalolo va néixer a Minta, Camerun, en una família de músics, cosa que li va permetre aprendre música de molt jove. El seu avi era un griot – un tipus de cantant de l'oest d'Àfrica– i percussionista, i la seva mare era cantant. Als quatre anys, Bona va començar a tocar el balafon. Als cinc, va començar a tocar a l'església del poble. Com que la seva situació econòmica no li permetia comprar-se instruments, Bona se'n fabricava molts, com ara flautes i guitarres.
El seu talent va destacar de seguida, i sovint era convidat per actuar en festivals i cerimònies. Bona va començar a tocar la guitarra a l'edat d'11 anys, i el 1980, amb només 13 anys, va formar el seu primer conjunt per un club de jazz francès a Douala. El propietari, amb qui es va fer amic, el va ajudar descobrir la música de jazz, en particular de Jaco Pastorius, el qual va inspirar Bona per canviar el seu interès pel baix elèctric.

## Carrera

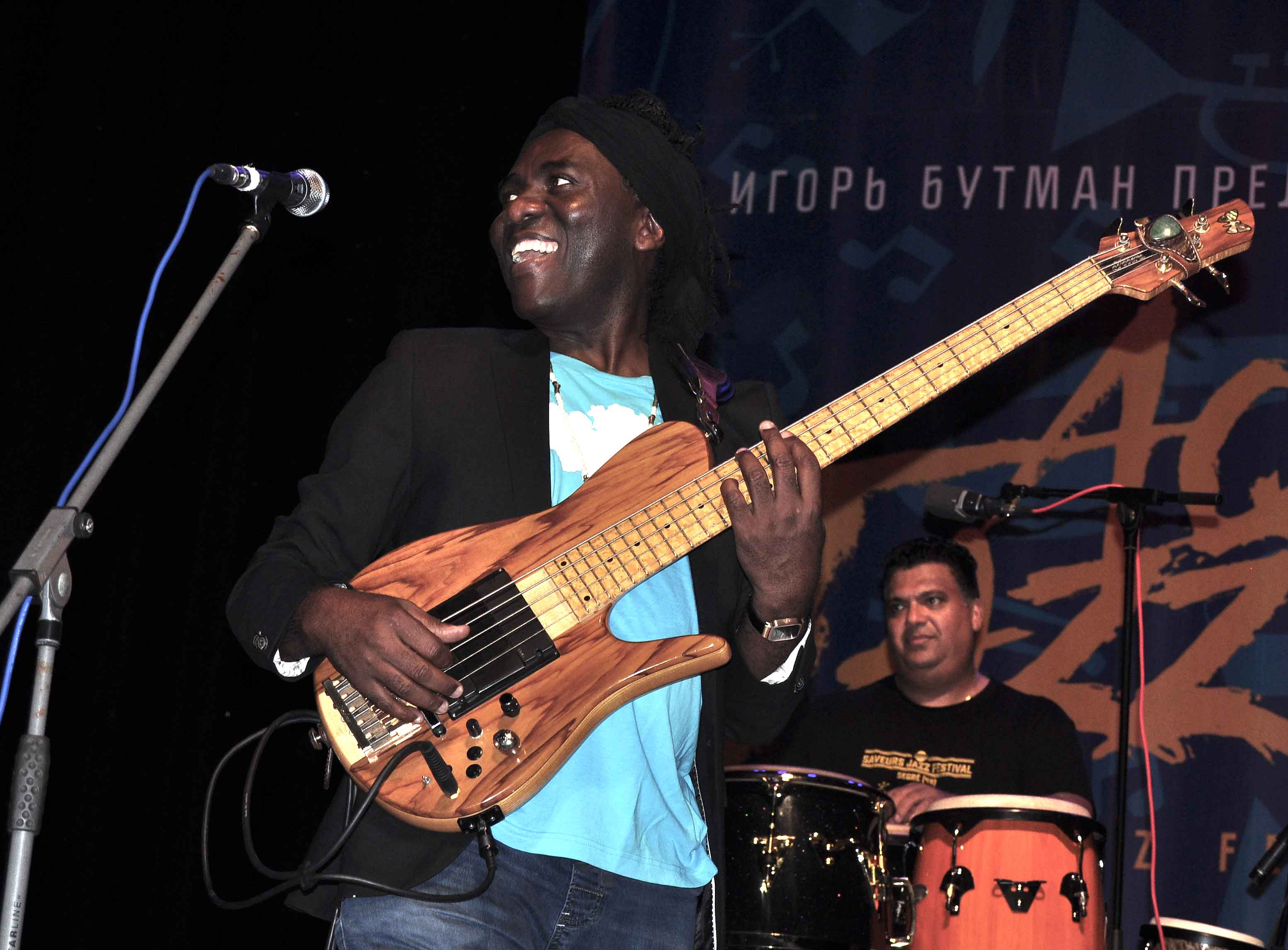
Bona Actuant al festival de Sochi, a Rússia, agost 2016

Bona emigrà a Alemanya als 22 anys per estudiar música a Düsseldorf i de seguida es desplaçà a França, per seguir els seus estudis dins música.
A França, toca regularment a diversos clubs de jazz, de vegades amb altres múscis de renom com ara Manu Dibango, Salif Keita, Jacques Higelin i Didier Lockwood.
El 1995, Bona va deixar França i es va establir a Nova York, on viu i treballa, encara avui dia. A Nova York ha tocat el baix amb artistes com Joe Zawinul, Larry Coryell, Michael i Randy Brecker, Mike Stern, George Benson, Branford Marsalis, Chaka Khan, Bobby McFerrin i Steve Gadd.
El 1998 Bona va ser el director musical de la gira europea de Harry Belafonte.
El seu àlbum de debut en solitari, Scenes from My Life, va publicar-se 1999. També té un paper destacat en àlbums d'altres formacions com la Jaco Pastorius Big Band, així com molts altres àlbums de músics de jazz de renom.
El 2002 Bona va anar de gira mundial amb Pat Metheny Group. La publicació de l'exitós album, Speaking of Now, va marcar un canvi profund en la direcció del grup en afegir músics més joves a la banda, especialment Bona com a baixista, vocalista, guitarrista i percussionista, juntament amb el bateria Antonio Sanchez i el trompetista Cuong Vu.
El 2005 Bona va publicar el seu quart àlbum en solitari, Tiki, amb una col·laboració amb John Legend en la pista "Please Don't Stop." L'àlbum va ser nominat com a Millor Àlbum de Músiques del Món Contemporànies als 49s Premis Grammy.
Va ser professor de música de jazz a la Universitat de Nova York.
El 2015, amb el restaurador Laurent Dantonioin, va obrir el Club Bonafide.
El 2016, la música de Richard Bona va agafar una distintiva fragància afrocubana.

## Discografia

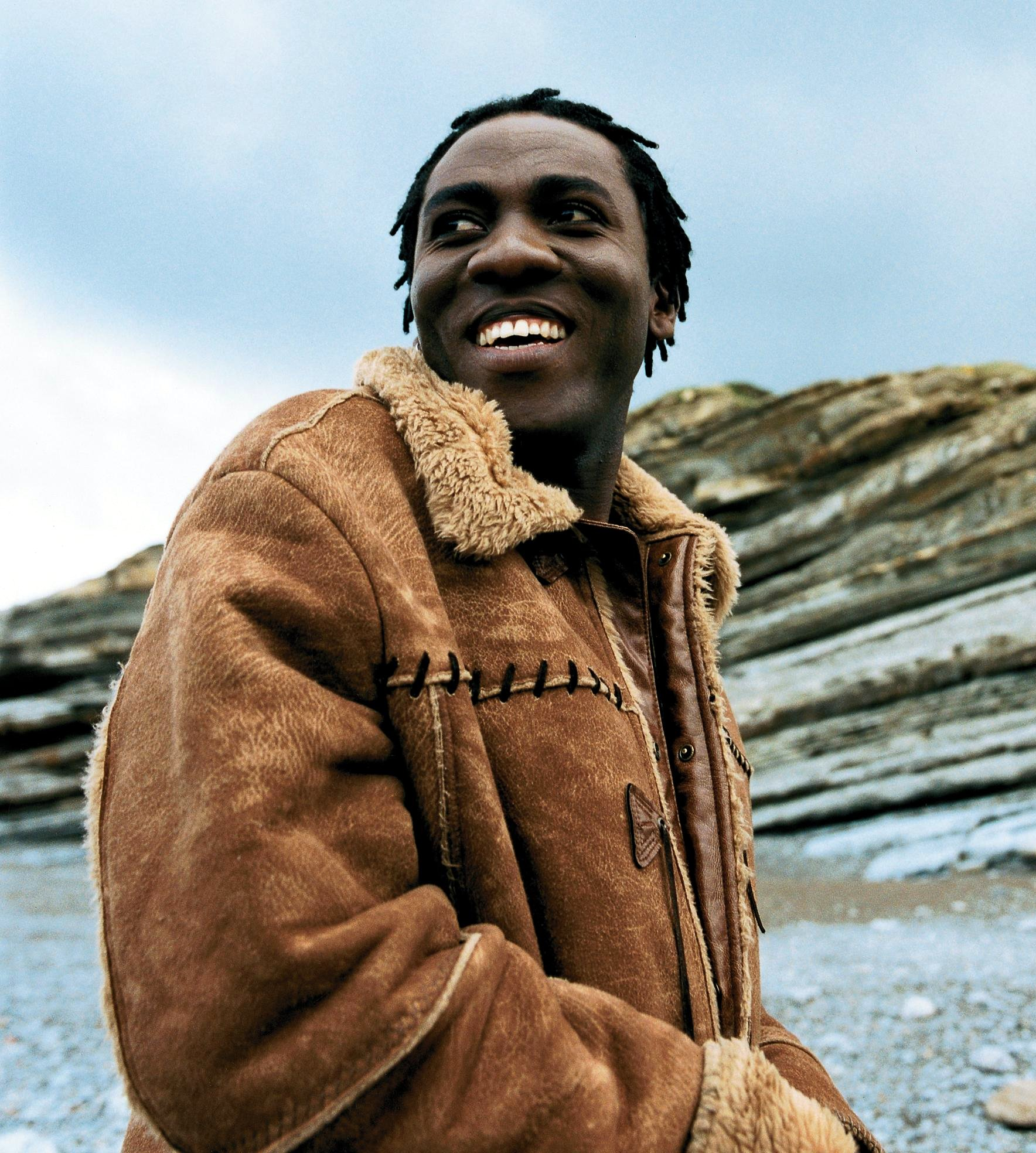
Richard Bona, 3 d'agost de 2006

### Àlbums d'estudi
| Títol                                                                                                  | Detalls de l'àlbum                                          | Posicions a llistes | Posicions a llistes | Posicions a llistes | Posicions a llistes | Posicions a llistes | Certificacions |
| Títol                                                                                                  | Detalls de l'àlbum                                          | BEL(WA)             | FRA                 | NLD                 | POL                 | USWorldAlbums       | Certificacions |
| --- | ----------------------------------------------------------- | ------------------- | ------------------- | ------------------- | ------------------- | ------------------- | -------------- |
| Scenes from My Life                                                                                    | - Publicat: 20 juliol 1999 - Segell: Columbia Jazz          | —                   | —                   | —                   | —                   | —                   |                |
| Reverence                                                                                              | - Publicat: 7 setembre 2001 - Segell: Columbia Jazz         | —                   | 93                  | —                   | —                   | —                   |                |
| Munia                                                                                                  | - Publicat: 22 setembre 2003 - Segell: Universal Music      | —                   | 90                  | —                   | —                   | —                   |                |
| Toto Bona Lokua (Amb Gerald Toto i Lokua Kanza)                                                        | - Publicat: 20 April 2004 - Segell: No Format!              | —                   | —                   | —                   | —                   | 6                   |                |
| Tiki                                                                                                   | - Publicat: 2 octubre 2005 - Segell: Universal Music France | —                   | 118                 | 81                  | 41                  | 10                  |                |
| The Ten Shades of Blues                                                                                | - Publicat: 19 octubre 2009 - Segell: Universal Jazz France | —                   | 116                 | 49                  | —                   | —                   |                |
| Bonafied                                                                                               | - Publicat: 22 April 2013 - Segell: Universal Jazz France   | 159                 | 162                 | —                   | 33                  | —                   | - ZPAV: Or     |
| Heritage (amb Mandekan Cubano)                                                                         | - Publicat: juny 2016 - Segell: Qwest Records               | —                   | 74                  | —                   |                     |                     |                |
| "—" Indica una publicació que no va arribar a les llistes o que no es va publicar en aquell territori. |                                                             |                     |                     |                     |                     |                     |                |

### Àlbums en directe
| Títol                | Detalls d'àlbum                                         | Posicions a llistes |
| Títol                | Detalls d'àlbum                                         | FRA                 |
| -------------------- | ------------------------------------------------------- | ------------------- |
| Bona Makes You Sweat | - Publicat: 7 març 2008 - Segell: Universal Jazz France | 167                 |

### EPs
| Títol                 | Detalls d'àlbum                          |
| --------------------- | ---------------------------------------- |
| Kaze ga Kureta Melody | - Publicat: 2000 - Segell: Columbia Jazz |

### Com a artista convidat
| Àlbum                                       | Any  | Artista principal |
| ------------------------------------------- | ---- | ----------------- |
| An Evening with Harry Belafonte and Friends | 1997 | Harry Belafonte   |
| Voices                                      | 2001 | Mike Stern        |
| Beyond Words                                | 2002 | Bobby McFerrin    |
| Speaking of Now                             | 2002 | Pat Metheny Grup  |
| Rhizome                                     | 2004 | Mario Canonge     |
| Live in Montreal                            | 2005 | Bobby McFerrin    |
| The Way Up                                  | 2005 | Pat Metheny Grup  |
| Who Let the Cats Out?                       | 2006 | Mike Stern        |
| Smoke 'n' Mirrors                           | 2006 | Lee Ritenour      |
| Moyo                                        | 2007 | Keiko Matsui      |
| Kosmo                                       | 2009 | Maria Markesini   |
| Mwaliko                                     | 2010 | Lionel Loueke     |
| All Over the Place                          | 2012 | Mike Stern        |
| Tocororo                                    | 2016 | Alfredo Rodríguez |
| Dos Partes de Mí                            | 2016 | Antonio Rey       |